# 미력초등학교 반룡분교
미력초등학교 반룡분교는 전라남도 보성군 미력면 가평길 44 (반룡리)에 있었던 초등학교 분교이다.

## 연혁
- 1966년 10월 21일 설립인가
- 1967년 6월 5일 미력국민학교 반암분교 개교
- 1968년 3월 1일 미력남국민학교 승격
- 1994년 3월 1일 미력국민학교 반룡분교장 격하
- 1999년 9월 1일 미력초등학교 본교로 통폐합